# Meera Syal
 (février 2019).
Si vous disposez d'ouvrages ou d'articles de référence ou si vous connaissez des sites web de qualité traitant du thème abordé ici, merci de compléter l'article en donnant les références utiles à sa vérifiabilité et en les liant à la section « Notes et références ».
 (juin 2020).
Meera Syal CBE (née Feroza Syal le 27 juin 1961) est une humoriste, écrivaine, dramaturge, chanteuse, journaliste, productrice et actrice britannique et indienne.
Elle s'est distinguée avec sa carrière d'actrice et en tant que membre de l'équipe qui a créé Goodness Gracious Me. Elle est devenue l'une des personnalités indiennes les plus connues du Royaume-Uni, notamment avec son rôle humoristique d'Ummi Kumar à la radio.

## Biographie

### Carrière

#### Années 1980
Meera Syal commence sa carrière d'actrice en jouant dans des séries comme The Secret Diary of Adrian Mole Aged 133/4, Black Silk en 1985, To Have and to Hold et A Little Princesse en 1987 ou encore Inspecteur Wexford en 1988.
Elle participe à son premier long métrage dans le film télévisé Bureaucracy of Love dans le rôle de Devi Kumar et le film Sammy et Rosie s'envoient en l'air dans le rôle de Rani en 1987.
Elle participe aussi à des courts métrages comme Then He Kissed Me et Crash Course (Special Ingredient) en 1988.

#### Années 1990
Meera Syal continue sa carrière en jouant de petits rôles, comme dans la série Boon en 1990 (saison 5, épisode 1 "Trouble in the Fields") ou encore Taggart en 1992 où elle joue le rôle de Sharon Lal (saison 7, épisode 5 "Double Exposure - Part One). Cependant, elle obtient des rôles principaux ou importants, comme dans le court-métrage A Nice Arrangement (1991) ou la série Kinsey (1991-1992).
En 1993, elle co-écrit le film Bhaji, une balade à Blackpool, qui met en avant l'absence et/ou les négligences ses droits des femmes.
Elle se distingue en 1996 dans le film Beautiful Thing, puis sur les petits écrans dans ses rôles dans la série Goodness Gracious Me entre 1998 à 2015, qui est encore aujourd'hui l'un de ses plus grand succès,.
En parallèle de sa carrière d'actrice, Meera Syal publie son premier roman, Anita and Me en 1996.

#### Années 2000
Meera Syal débute le rôle qui marquera sa carrière, celui de la grand-mère Sushil 'Ummi' Kumars, dans la série humoristique The Kumars at No.42 en 2001, jusqu'en 2006,. Le personnage fera une apparition dans la série Children in Need (2003).
L'actrice obtient d'autres rôles important dans des séries en 2001, comme Marta Drusic dans En Immersion ou Ruby dans Bedtime.
En 2002, son roman Anita and Me est adapté au cinéma sous le même titre; où elle apparaît dans le rôle de Shaila. Un deuxième roman est édité sous le titre Life isn't all ha ha hee hee en 2005.
Elle obtient en 2008 le rôle de Tante Hayley dans la série Beautiful People, jusqu'en 2009.

#### Années 2010
Meera Syal obtient en 2010 le rôle de Nasreen Chaudhry dans la saison 5 de la célèbre série télévisé Doctor Who (avec Matt Smith dans le rôle du Docteur). La même année, elle joue dans le film Vous allez rencontrer un bel et sombre inconnu, dans le rôle rôle de la mère de Dia.
Elle prête sa voix au personnage de la Chouette dans la série animée pour enfant Tinga Tinga Tales en 2011; avant de faire une apparition dans la série The Jury dans le rôle de la directrice (saison 2, épisodes 1 et 2).
L'année suivante, elle interprète Lopa dans le film All in Good Time, puis Fatima Zahir dans la série Hunted.
Elle reprend le rôle de Sushil "Ummi" Kumar, dans la série The Kumars en 2014. Elle participe aussi trois autres séries : Silk, The Job Lot et Psychobitches, un film télévisé The Boy in the Dress et un court-métrage Playback où elle joue le rôle de Mala Mistry.
En 2015, Meera joue un des rôles majeurs de sa carrière, celui de Fiona dans Absolutely Anything de Terry Jones. La même année, son roman Anita and Me est adapté sur scène par Tanika Gupta pour le Birmingham Repertory Theatre.
Meera joue le rôle de Dr Patel dans le blockbuster Doctor Strange de Scott Derrickson en 2016.
L'actrice décroche en 2019 un autre rôle important, celui de Sheila Malik dans le film Yesterday.

#### Années 2020
Elle fait des apparitions dans des séries télévisées, comme Kate & Koji et Unprecedented: Real Time Theatre from a State of Isolation en 2020.
Meera Syal participe en 2020 à la mini série Comedians: Home Alone, où les comédiens préférés du public du Royaume-Uni se donnent comme mission de divertir le public pendant le confinement sanitaire contre la Covid-19.
Elle obtient en 2021 plusieurs rôles, comme dans Back to Life, mais aussi celui d'Elizabeth Churchland dans la deuxième saison de la série Code 404 en 2021. En août et octobre 2021, sa participation régulière à la série Roar et The Wheel of Rime est annoncée,,.

### Vie personnelle
Meera Syal est née à Wolverhampton dans le Royaume-Uni et grandit à Birmingham. Elle admet avoir été en discothèque à l'âge de 16 ans mais ne fréquenta les lieux de fêtes que quand elle entra à l'université.
Elle se marie avec Chandra Shekhar Bhatia en 1989, avant de divorcer en 2002. L'artiste se remarie en 2005, avec l'acteur Sanjeev Bhaskar. Ensemble, ils ont un fils qu'ils appellent Shaan.

## Filmographie

### Cinéma
- 1987: Sammy et Rosie s'envoient en l'air: Rani
- 1996: Beautiful Thing: Miss Chauhan
- 1997: Sixth Happiness
- 1998: Girls' Night: Carmen
- 2002: Anita & Me: Tante Shaila
- 2004: The King of Bollywood
- 2006: Scoop: Passager avec Joe
- 2007: Jhoom Barabar Jhoom: mère de Satvinder
- 2009: Mad Sad & Bad: Rashmi
- 2009: Fleur du Désert: Pushpa Patel
- 2010: Vous allez rencontrer un bel et sombre inconnu: la mère de Dia
- 2012: All in Good Time: Lopa
- 2015: Absolutely Anything: Fiona
- 2015: Amar Akbar & Tony: Honey
- 2016: Alice de l'autre côté du miroir: Personne (voix)
- 2016: Docteur Strange: Docteur Patel
- 2017: Paddington 2: Procureur
- 2018 : Patrick: Professeure Phillips
- 2018: Nativity Rocks! : Nina
- 2018: Casse-Noisette et les Quatre Royaumes: Cook
- 2019 : Yesterday de Danny Boyle
- 2020: Dragon Rider: Subisha Gulab (voix)
- 2021: Samosa & Sons: Rai Bahadur

### Films télévisés
- 1987: Bureaucracy of Love: Devi Kumar
- 1992: Gummed Labels: Mira
- 1995: Jack and Jeremy's Police 4: Divers
- 1997: L'envol: Tasleema
- 2000: Forgive and Forget: Judith Adams
- 2000: Aladdin : Grande Prêtresse
- 2004: The All Star Comedy Show: divers
- 2005: The Secretary Who Stole £4 Million: Joyti De-Laurey
- 2006: The Children's Party at the Palace: Mary
- 2013: Bollywood Carmen : Lily P
- 2014: The Boy in the Dress: Jaspreet
- 2018: To Provide All People: Infirmière
- 2021: Spin: Asha

### Courts métrages
- 1988: Then he kissed me
- 1988: Crash Course (Special Ingredient)
- 1991: A Nice Arrangement: Sita
- 1995: It's not Unusual: Shushila
- 1999: The Comdey Trail : A Shaggy Dog Story: Charlotte Cooper / Sashi Kapoor
- 2014: Playback: Mala Mistry
- 2016: The Complete Walk: The Two Gentlemen of Verona: Lucetta
- 2017: Brexit Shorts: Just a T-shirt: Priti
- 2018: Relativity: Mysterious Woman
- 2018: The Homestay: Meera

### Séries
- 1984-1995: The Bill: Miss Choudry / Linda
- 1985: The Secret Diary of Adrian Mole Aged 133/4: Mrs Singh (saison 1, épisode 3 et 5)
- 1985: Black Silk: Mumtaz Khan (saison 1, épisode 4)
- 1986: To have and to Hold: Janine (saison 1, épisodes 1, 4 et 5)
- 1987: A Little Princess: Anna (Saison 1, épisodes 1, 2 et 3)
- 1988: Inspecteur Wexford: Cheffe Infirmière (saison 2, épisode 7)
- 1990: Boon: Council Supervisor (saison 5, épisode 1)
- 1991-1992: Kinsey: Val
- 1991-1996: The Real McCoy: Divers
- 1992: Taggart: Sharon Lal (saison 7, épisode 5)
- 1992-1996: Screen Two: Farah Khan / Journaliste
- 1993: Sean's Show: Trudy
- 1994: Absolutely Fabulous: Suzy (saison 2, épisode 4)
- 1994: Siren Spirits: Unumma
- 1994: Memsahib Rita: Unumma
- 1995: Band of Gold: Anne Denver
- 1995: Degrees of Error: Dr Jean Lowell (Saison 1, épisodes 2 et 3)
- 1995: Soldier Soldier: Sangita Sharma
- 1996: Drop the Dead Donkey: Barmaid (saison 5, épisode 12)
- 1997: Holding On: Zita (saison 1, épisode 1)
- 1997-1998: Keeping Mum: Tina Beare
- 1998-2015: Delhi Royal: divers
- 2000: The Mrs Bradley Mysteries: Madame Marlene (saison 1, épisode 2)
- 2000: The Strangerers: volontaire (saison 1, épisode 6)
- 2000: Single Voices: Kamla (saison 1, épisode 1)
- 2000: Fat Friends: Aysha Kapoor
- 2001: En Inmmersion: Marta Drusic
- 2001: Bedtime: Ruby (saison 1, épisode 2 à 6)
- 2001: Double Income, No Kids Yet: Katie
- 2001-2006: The Kumars at No. 42: Sushil 'Ummi' Kumar
- 2002: All about me: Rupinder (saison 1, épisodes 1 à 6)
- 2002: Linda Green: Sukie (saison 2, épisode 3)
- 2003: Children in Need: Suhsil 'Ummi' Kumar (saison 1, épisode 24)
- 2003-2009: Horrible Histories: narratrice (saison 1, épisodes 1, 2, 3, 5, 6, 7, 9, 10, 11, 12)
- 2004: Les Condamnées: Janan Hamad (saison 6, épisode 4)
- 2005: M.I.T: Murder Investigation Team: DCI Anita Wishart (saison 2, épisodes 1 à 4)
- 2006: The Amazing Mrs Pritchard: Liz Shannon (saison 1 épisodes 2, 4 et 5)
- 2007: Kingdom: Directrice (saison1, épisode 4)
- 2007: Jekyll: Miranda (saison 1, épisodes 1 à 5)
- 2008: Uncle Max: voisine prétentieuse (saison 2, épisode 6)
- 2008-2009: Beautiful People: tante Hayley
- 2009: Minder: Jess Robinson (saison 1, épisode 2)
- 2009: Grandpa in My Pocket: Mrs Pointy Pencil (saison 1, épisode 23)
- 2009: Holby City: Tara Sodi
- 2009-2010: Phinéas et Ferb: Louisa Patel
- 2010 : Doctor Who : Nasreen (saison 5, épisode 8 et 9)
- 2011: Tinga Tinga Tales
- 2011: The Jury
- 2012: Hunted
- 2013: Love Matters
- 2013: Family Tree
- 2014: The Kumars
- 2014: Silk
- 2014: The Job Lot
- 2014: Psychobitches
- 2015: Broadchurch
- 2015: The Brink
- 2015: Flics Toujours
- 2016: Inspecteur Barnaby
- 2016: The Musketeers
- 2017: Riviera
- 2018-2022: The Split : Goldie McKenzie
- 2020: Kate & Koji
- 2020: Unprecedented: Real Time Theatre from a State of Isolation
- 2020: Comedians: Home Alone
- 2021: Back to Life
- 2021: Code 404
- 2021: The Wheel of Time

## Théâtre
- 2015: National Theatre Live: Behind the Beautiful Forevers: Zehrunisa Husain
- 2016: Branagh Theatre Live: Roméo et Juliette: Infirmière

## Discographie
- 1988: Then He Kissed Me: chanteuse blackback
- 2002: Anita & Me: joue la chanson "Hi Ho Silver Lining".

## Œuvres
- 2002: Anita & Me
- 2005: Life Isn't All Ha Ha Hee Hee